# HD 196885 Ab
HD 196885 Ab (بالإنجليزية: HD 196885 Ab)‏ هو كوكب خارج المجموعة الشمسية، في كوكبة الدلفين، يتبع HD 196885 ‏.

## الاكتشاف
اكتشف في 23 أكتوبر 2007، وكانت طريقة الاكتشاف Doppler spectroscopy.